# Alfred Briquet
Alfred Saint-Ange Briquet (París, 30 de diciembre de 1833 -México, 1926) fue un ciudadano francés pionero de la fotografía, en particular de México.

## Biografía

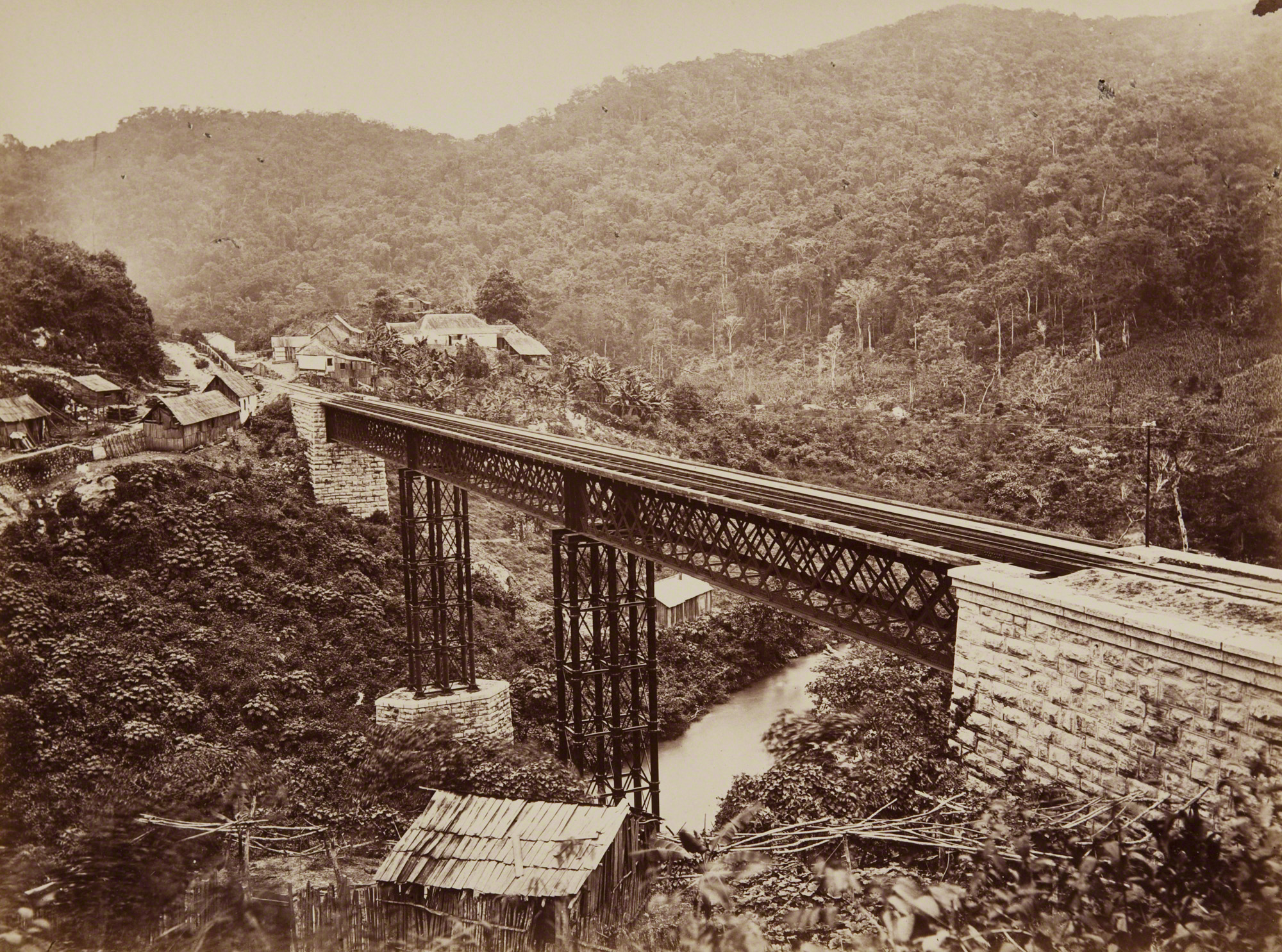
Puente FNM sobre el Río Balsas, 1883.

Briquet fue fotógrafo desde 1854 en París donde tuvo un estudio. Enseñó fotografía en Saint-Cyr, la prominente escuela militar de Francia.
Cerró su estudio de París en 1865, aunque no se sabe con certeza cuando empezó su trabajo en México posiblemente fue entre 1865 y 1870, en 1876, recibió la comisión de registrar la construcción de los Ferrocarriles Nacionales de México (FNM) que se construyó entre Veracruz y Ciudad de México. Atrajo la atención del presidente Porfirio Díaz y trabajó en un número de comisiones. También publicó una serie de álbumes fotográficos llamados: Vistas Mexicanas, Tipos Mexicanos y Antigüedades Mexicanas. Después de la Revolución Mexicana de 1910 ya no recibió contratos gubernamentales.
Sus fotos aparecen en varios álbumes y libros de la época tales como: "México pintoresco y artístico" editado por Julio Michaud y "México: su Evolución Social" coordinado por el historiador mexicano Justo Sierra Méndez.